# Ürge Ignác
Ürge Ignác (Zsigárd, 1840. október 14. – Kína, Sanghaj, 1898. június vége) lazarista szerzetes és hittérítő Kínában.

## Élete
Földműves szülők gyereke volt. 1853 őszén a falusi iskolából Nagyszombatba került iskolába. 1859-ben felvették az esztergomi papnevelőintézetbe, ahonnan 1861-ben Bécsbe ment teológiát tanulni. 1865. július 23-án pappá szentelték. Káplán volt Vajkán, Misérden (Pozsony vármegye), Muzslán (Esztergom vármegye). Eközben érlelődött meg benne az az elhatározás, hogy misszionárius lesz.
1869. szeptember 2-án Grazban belépett a lazaristák rendjébe és az ország több részén működött. 1880. augusztus 8-án Kínába küldték. 1888. májusban visszatért Magyarországra, missziótelepe javára gyűjtést rendezett és felolvasásokat tartott. Volt Budapesten is, és az utcán nem kis feltűnést keltett kínai ruhájával, copfjával és egy kínai kisfiúval, Petolóval, aki mindenhová követte.
1890-ben visszatért Kínába. 1891-ben a gyűjtött pénzen Tszo-fu-pau plébániáján tágas templomot és kórházat építtetett. Ugyanott letelepítette a Szent Vince betegápoló apácákat is. 1898-ban halt meg.
Irodalmilag is működött, ismertetve Kína társadalmi, politikai és hitéletét. Tanulmányai a Nagyváradon megjelenő Katholikus Hitterjesztés Lapjaiban, a Magyar Sionban és a Földrajzi Közleményekben (1889) jelentek meg.